# Guillermo Geary
Guillermo Geary, född 18 juli 1926, var en argentinsk friidrottare. Han deltog vid olympiska sommarspelen 1948.